# Luca Rigoni
Luca Rigoni (Schio, 7 december 1984) is een Italiaans voetballer die bij voorkeur als verdedigende middenvelder speelt. Hij verruilde US Palermo in januari 2016 voor Genoa CFC.

## Erelijst
| Kampioen Serie B | 1x | 2007/08 |

1 Buffon ·
2 Iacoponi ·
3 Dierckx ·
4 Balogh ·
5 Danilo ·
7 Iacoponi ·
8 Brunetta ·
9 Tutino ·
10 Vázquez ·
11 Juric ·
15 Del Prato ·
17 Benedyczak ·
19 Sohm ·
20 Zagaritis ·
21 Schiattarella ·
22 Cobbaut ·
22 Turk ·
23 Camara ·
24 Osorio ·
26 Coulibaly ·
27 Busi ·
28 Mihăilă ·
29 Traoré ·
30 Valenti ·
33 Sepe ·
34 Colombi ·
37 Bonny ·
45 Inglese ·
70 Laraspata ·
72 Laurini ·
77 Correia ·
78 Bernabé ·
85 Sprocrati ·
87 Siligardi ·
90 Rispoli ·
98 Man ·
Coach: Lachini